# René Courbin
René Courbin est un footballeur français ayant joué dans les années 1940.

## Carrière
René Courbin fait partie de l'équipe olympique représentant la France au tournoi de football aux Jeux olympiques d'été de 1948 à Londres. Il joue le premier tour face à l'Inde, marquant un but à la trentième minute de jeu, ainsi que le quart de finale perdu contre la Grande-Bretagne. 
Lors de ce tournoi olympique, il évolue  sous les couleurs du Chamois niortais Football Club